# Санта Марија-Санграто (Торино)
Санта Марија-Санграто је насеље у Италији у округу Торино, региону Пијемонт.
Према процени из 2011. у насељу је живело 426 становника. Насеље се налази на надморској висини од 377 м.